# Topołowo (obwód Chaskowo)
Topołowo (bułg. Тополово) – wieś w południowej Bułgarii, w obwodzie Chaskowo, w gminie Madżarowo. Według danych Narodowego Instytutu Statystycznego, 31 grudnia 2012 roku wieś liczyła 109 mieszkańców.